# Холт, Крис
Крис Холт (англ. Chris Holt; 5 июня 1985, Ванкувер) — американский хоккеист, вратарь. 

## Карьера
Крис Холт начал выступления в NCAA в 2003 году, проведя там два сезона. В том же году на драфте НХЛ он был выбран в 6 раунде под общим 180 номером клубом «Нью-Йорк Рейнджерс». В декабре 2005 года Крис был впервые вызван в НХЛ на замену Хенрику Лундквисту по причине травмы основного голкипера «Рейнджерс» Кевина Уикза. В том году в НХЛ он провёл на поле лишь 10 минут, не пропустив ни одной шайбы. Благодаря этому Холт стал единственным воспитанником юниорской команды «Биллингс Буллз», когда-либо выступавшим в Национальной хоккейной лиге. В том сезоне он ещё раз был командирован в «Нью-Йорк» 23 февраля 2006 года.
30 октября 2008 года Крис на правах свободного агента подписал контракт с «Сент-Луис Блюз», после того как провёл 2 игры за фарм-клуб «блюзменов» «Пеория Ривермен». В октябре и феврале Холт дважды вызывался в НХЛ, а 18 февраля 2009 года дебютировал в составе «Блюз», выйдя на площадку в третьем периоде. Крис провел в воротах 19 минут и не пропустил шайб, отразив 3 броска.
Сентябрь 2009 года Холт провёл в тренировочном лагере клуба «Оттава Сенаторс». 19 марта 2010 года в игре за фарм-клуб «Оттавы» «Бингемтон Сенаторс» он стал 10-м голкипером в истории АХЛ, забившим гол и 6-м, забросившим шайбу самостоятельно. Это произошло в матче с «Рочестер Американс», когда вратарь оппонентов был заменён на 6-го полевого игрока.
18 июня 2010 года Крис подписал двухлетнее соглашение с клубом КХЛ «Динамо Рига». Перед этим трансфером о Холте положительно высказывались многие известные игроки «Динамо», в числе которых был и Артур Ирбе.
29 июня 2012 года подписал контракт с клубом КХЛ «Автомобилист».
12 января 2013 года руководство «Автомобилиста» обменяло Криса Холта в донецкий «Донбасс» на право выбора в третьем раунде драфта юниоров КХЛ 2014.
Летом 2014 года после годичного перерыва Крис Холт снова вернулся в строй и заключил контракт с чемпионом Италии, клубом «Риттен Спорт». 1 декабря 2014 перешёл в ХК «Орли Зноймо», выступающий в открытом чемпионате Австрии, где играл до конца сезона. Сезон 2015/16, последний для себя в профессиональном хоккее, провёл в британском клубе «Брехэд Клэн».

### Международная
В составе сборной США Крис Холт принимал участие в юниорском чемпионате мира 2003 года, на котором его сборная уступила в матче за 3 место сборной России. На том турнире Крис провёл 2 матча с коэффициентом надёжности 2.00 и процентом отражённых бросков 93.9%.

## Достижения
- Участник матча «Всех звёзд» КХЛ 2012.

## Статистика выступлений
Последнее обновление: 27 января 2013 года
| Сезон           | Команда              | Лига            | Игр | М     | ПШ   | "0" | КН   |
| --------------- | -------------------- | --------------- | --- | ----- | ---- | --- | ---- |
| 2002-03         | США U18              | USDP            | 32  | 1774  | 95   | 1   | 3.21 |
| 2003-04         | Университет Небраски | CCHA            | 27  | 1499  | 81   | 0   | 3.24 |
| 2004-05         | Университет Небраски | CCHA            | 37  | 2190  | 106  | 1   | 2.90 |
| 2005-06         | Шарлотт Чекерз       | ECHL            | 23  | 1229  | 84   | 0   | 4.10 |
| 2005-06         | Хартфорд Вулф Пэк    | АХЛ             | 17  | 946   | 55   | 0   | 3.49 |
| 2005-06         | Нью-Йорк Рейнджерс   | НХЛ             | 1   | 10    | 0    | 0   | 0    |
| 2006-07         | Шарлотт Чекерз       | ECHL            | 49  | 2873  | 150  | 1   | 3.13 |
| 2006-07         | Хартфорд Вулф Пэк    | АХЛ             | 7   | 266   | 9    | 0   | 2.03 |
| 2007-08         | Шарлотт Чекерз       | ECHL            | 35  | 1987  | 92   | 3   | 2.78 |
| 2007-08         | Хартфорд Вулф Пэк    | АХЛ             | 9   | 447   | 18   | 0   | 2.42 |
| 2008-09         | Аляска Эйсиз         | ECHL            | 5   | 300   | 9    | 1   | 1.80 |
| 2008-09         | Пеория Ривермен      | АХЛ             | 20  | 1111  | 32   | 1   | 1.73 |
| 2008-09         | Сент-Луис Блюз       | НХЛ             | 1   | 19    | 0    | 0   | 0    |
| 2009-10         | Элмайра Джэкэлз      | ECHL            | 20  | 1193  | 61   | 0   | 3.07 |
| 2009-10         | Бингемтон Сенаторс   | АХЛ             | 33  | 1872  | 92   | 4   | 2.95 |
| 2010-11         | Динамо Рига          | КХЛ             | 40  | 2370  | 103  | 1   | 2.61 |
| 2011-12         | Динамо Рига          | КХЛ             | 50  | 2878  | 111  | 5   | 2.31 |
| 2012-13         | Автомобилист         | КХЛ             | 27  | 1630  | 66   | 1   | 2.83 |
| 2012-13         | Донбасс              | КХЛ             | 4   | 238   | 8    | 1   | 2.02 |
| Всего в КХЛ     | Всего в КХЛ          |                 | 121 | 7116  | 288  | 8   | 2.43 |
| Всего в НХЛ     | Всего в НХЛ          |                 | 2   | 29    | 0    | 0   | 0    |
| Всего в карьере | Всего в карьере      | Всего в карьере | 437 | 24802 | 1172 | 20  | 2.84 |

### Международная
| Турнир   | Игр | М   | ПШ | "0" | КН   |
| -------- | --- | --- | -- | --- | ---- |
| ЮЧМ-2003 | 2   | 120 | 4  | 0   | 2.00 |

## Прочее
- Несмотря на то, что Холт родился в Канаде, он является гражданином США, так как его мать — американка.
- В детстве Холт до слёз не хотел заниматься хоккеем. Ему больше нравились гольф и волейбол, но на его решение, в итоге, повлиял отец.
- Холт является поклонником «Ванкувер Кэнакс»
- Крис — гитарист любительской группы «Billy Blasters».